# Jarkko Huovila

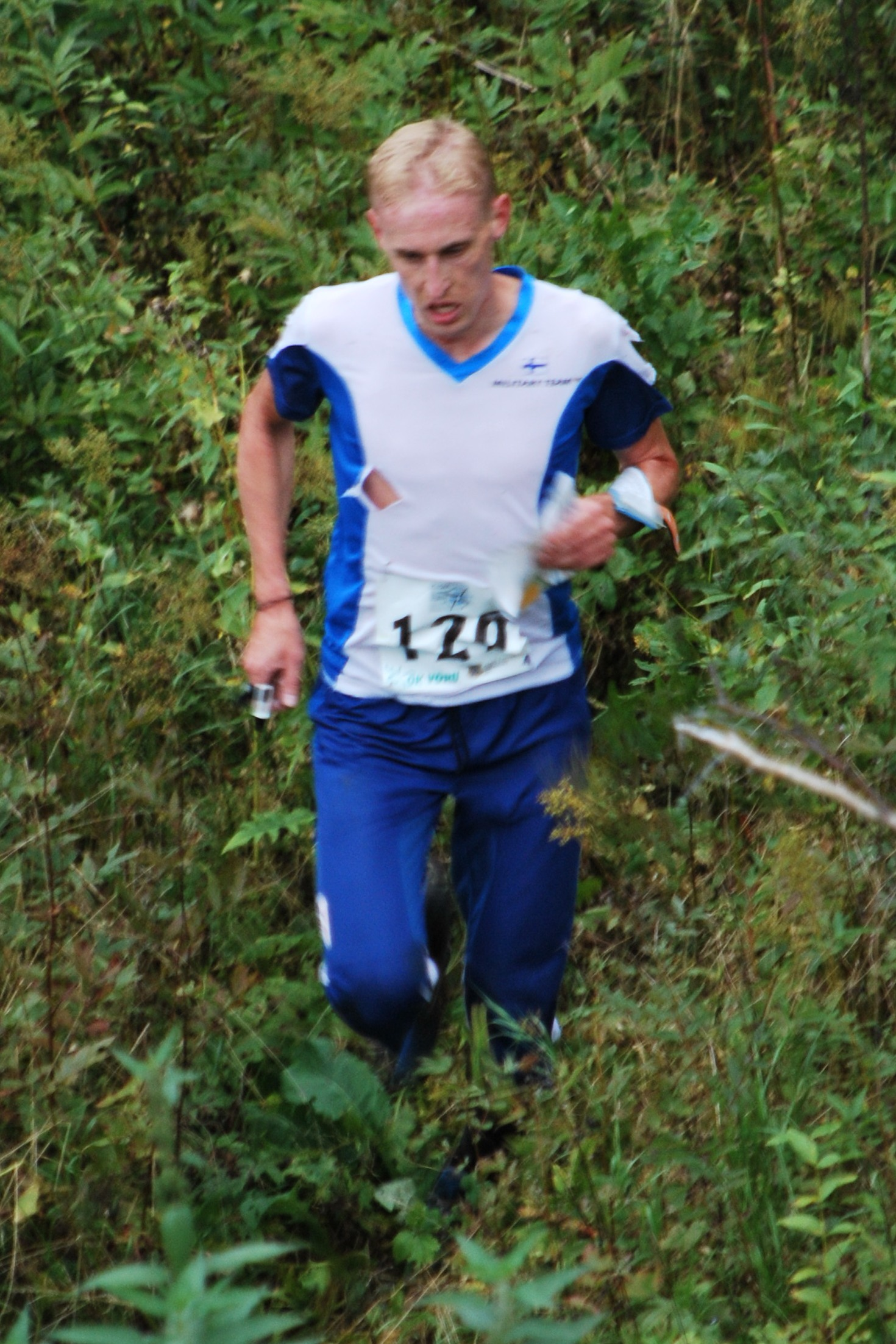
Jarkko Huovila, 2009

Jarkko Huovila (* 15. November 1975) ist ein finnischer Orientierungsläufer. 2001 wurde er mit der finnischen Staffel Weltmeister.
Bei seiner ersten Weltmeisterschaftsteilnahme 2001 in seinem Heimatland gelang der finnischen Staffel mit Jani Lakanen, Huovila, Juha Peltola und Janne Salmi der Titelgewinn. 2003 in der Schweiz gewannen die Finnen Silber, genauso wie später 2006 bei den Weltmeisterschaften in Dänemark. 2004 wurden Huovila, Pasi Ikonen und Mats Haldin Europameister im Staffellauf. In Einzelwettbewerben feierte Huovila seine größten Erfolge auf der Mitteldistanz. Bei den Europameisterschaften 2004 in Roskilde gewann er die Silbermedaille. 2005 wurde er Weltmeisterschaftsdritter hinter dem Franzosen Thierry Gueorgiou und dem Dänen Chris Terkelsen, 2006 Vizeweltmeister hinter dem Norweger Holger Hott Johansen.
Huovila lebte zwischen 2000 und 2006 in Norwegen und startete in dieser Zeit für den norwegischen Topverein Halden SK, mit dem er 2000 und 2003 die Jukola gewann. Außerdem gewann er 2003 und 2005 die norwegische Mitteldistanzmeisterschaft, 2005 die norwegische Meisterschaft auf der Ultralangdistanz und 2002 und 2005 die Meisterschaft im Nachtlauf. 2006 zog er zurück nach Finnland und läuft seitdem für den Verein Tampereen Pyrintö. In Finnland gewann er mit dem Klub Delta 1996 und 1999 die nationale Meisterschaft, 2007 und 2009 gewann er auch auf Einzelstrecken Gold. 2012 gewann er für Kalevan Rasti laufend die Jukola.

## Platzierungen
| Weltmeisterschaften | Sprint | Mittel | Lang | Staffel |
| ------------------- | ------ | ------ | ---- | ------- |
| 2001 Tampere        |        |        | 10.  | 1.      |
| 2003 Rapperswil     |        |        | 17.  | 2.      |
| 2004 Västerås       |        | 11.    |      | 4.      |
| 2005 Aichi          |        | 3.     |      | 5.      |
| 2006 Aarhus         |        | 2.     |      | 2.      |
| 2007 Kiew           |        | 12.    |      |         |
| 2008 Olomouc        |        | 19.    |      | 6.      |
| 2009 Miskolc        | 33.    | 22.    |      |         |
| 2011 Savoie         |        | 33.    |      |         |

| Europameisterschaften | Sprint | Mittel | Lang | Staffel |
| --------------------- | ------ | ------ | ---- | ------- |
| 2000 Truskawez        |        | 29.    | 7.   |         |
| 2002 Sümeg            | 35.    | 29.    | 30.  |         |
| 2004 Roskilde         |        | 2.     | 11.  | 1.      |
| 2006 Otepää           |        | 8.     | 18.  | 7.      |
| 2008 Ventspils        |        | 8.     |      | 3.      |

| World Games | Sprint | Mittel | Staffel |
| ----------- | ------ | ------ | ------- |
| 2001 Akita  |        | 8.     | 8.      |

| Gesamt-Weltcup | Gesamt-Weltcup |
| -------------- | -------------- |
| 1998           | 41.            |
| 2000           | 53.            |
| 2002           | 22.            |
| 2004           | 4.             |
| 2005           | 9.             |
| 2006           | 6.             |
| 2007           | 20.            |
| 2008           | 49.            |
| 2009           | 51.            |
| 2010           | 37.            |
| 2011           | 100.           |